# تیتانات استرانسیم
تیتانات استرانسیم (به انگلیسی: Strontium titanate) با فرمول شیمیایی SrTiO
۳ یک ترکیب شیمیایی با شناسه پاب‌کم ۸۲۸۹۹ است. که جرم مولی آن 183.49 g mol−۱ می‌باشد. شکل ظاهری این ترکیب، بلورهای کدر سفید است.